# Мостище (Воронежская область)
Мостище — хутор в Острогожском районе Воронежской области. Входит в состав Коротоякского сельского поселения.
В хуторе имеются три улицы — Клубная, Панганиса, Речная и три переулка — Верхний, Ларкин, Меловой.
| 2000 | 2005 | 2010 |
| ---- | ---- | ---- |
| 57   | ↘39  | ↘7   |

## История
В конце 1980-х годов у хутора Мостище был обнаружен памятник археологии эпохи бронзы — каменный лабиринт. Подобные сооружения учёные находили и раньше в скандинавских странах и северных районах России. Мостищенский лабиринт является первым известным мегалитическим сооружением средней полосы России.